# Falando de Amor (álbum de Eyshila)
Falando de Amor é uma coletânea da cantora Eyshila, lançada em abril de 2010 pela gravadora MK Music.
O disco soma canções românticas lançadas pela cantora, incluindo suas participações inclusas em vários volumes das coletâneas Amo Você.

## Faixas
1. "Você Tem Direito"
2. "Canção do Amor"
3. "Nossa História"
4. "Perfeito Como a Flor"
5. "Meu Jeito de Amar"
6. "Segundo o Coração de Deus"
7. "Eu Vou Te Amar"
8. "Meu Sonho"
9. "Pra Te Esperar"
10. "Assim é o Amor"
11. "Canção Para Minha Amiga"
12. "Você Merece"